# Leuna
Leuna ist eine Stadt im Saalekreis in Sachsen-Anhalt. Bekannt ist der Ort vor allem durch seine Chemieindustrie, weniger durch seinen Charakter als Gartenstadt.

## Geographie
Die Stadt Leuna liegt an der Saale, fünf km südlich von Merseburg sowie 20 km südlich von Halle (Saale) und 30 km westlich von Leipzig.

### Nachbargemeinden
Leuna grenzt im Norden an Schkopau, im Osten an Schkeuditz in Nordsachsen, im Süden an Markranstädt im Landkreis Leipzig, Bad Dürrenberg und Weißenfels im Burgenlandkreis, Braunsbedra im Westen und Merseburg im Nordwesten.

### Stadtteile
| Ortschaft                                                           | Fläche km² | Einwohner 2011 a | Einwohner 2021 a | Die Ortschaften von Leuna (anklickbare Karte) |
| ------------------------------------------------------------------- | ---------- | ---------------- | ---------------- | --------------------------------------------- |
| Friedensdorf                                                        | 3,29       | 303              | 310              | Die Ortschaften von Leuna (anklickbare Karte) |
| Günthersdorf                                                        | 3,40       | 1.317            | 1.335            | Die Ortschaften von Leuna (anklickbare Karte) |
| Horburg-Maßlau                                                      | 3,98       | 512              | 517              | Die Ortschaften von Leuna (anklickbare Karte) |
| Kötschlitz (mit Möritzsch und Zschöchergen)                         | 5,27       | 945              | 1.037            | Die Ortschaften von Leuna (anklickbare Karte) |
| Kötzschau (mit Rampitz, Schladebach, Thalschütz und Witzschersdorf) | 16,77      | 1.963            | 1.775            | Die Ortschaften von Leuna (anklickbare Karte) |
| Kreypau (mit Wölkau und Wüsteneutzsch)                              | 12,39      | 304              | 284              | Die Ortschaften von Leuna (anklickbare Karte) |
| Kernstadt Leuna b                                                   | 13,70      | 6.460            | 6.337            | Die Ortschaften von Leuna (anklickbare Karte) |
| Rodden (mit Pissen)                                                 | 3,61       | 265              | 243              | Die Ortschaften von Leuna (anklickbare Karte) |
| Spergau                                                             | 10,80      | 1.120            | 1.082            | Die Ortschaften von Leuna (anklickbare Karte) |
| Zöschen (mit Zscherneddel)                                          | 7,20       | 991              | 962              | Die Ortschaften von Leuna (anklickbare Karte) |
| Zweimen (mit Dölkau und Göhren)                                     | 7,31       | 301              | 304              | Die Ortschaften von Leuna (anklickbare Karte) |
| Gemeinde Leuna                                                      | 87,71      | 14.481           | 14.186           | Die Ortschaften von Leuna (anklickbare Karte) |

## Geschichte

Leuna-Benzin-Logo der Deutschen Gasolin AG

Das sich im Norden der Stadt befindende Dorf Leuna war Namensgeber für die Stadt. Dieses gehörte wie seine Nachbarorte Ockendorf, Rössen und Göhlitzsch bis 1815 zum hochstiftlich-merseburgischen Amt Merseburg, das seit 1561 unter kursächsischer Hoheit stand und zwischen 1656/57 und 1738 zum Sekundogenitur-Fürstentum Sachsen-Merseburg gehörte. Kröllwitz und Daspig waren stiftmerseburgische Lehen, die als Exklaven im Amt Merseburg in das kursächsische Amt Weißenfels (Burgwerbener Gerichtsstuhl) schriftsässig waren. Durch die Beschlüsse des Wiener Kongresses kamen die Dörfer Leuna, Ockendorf, Rössen, Göhlitzsch, Daspig und Kröllwitz im Jahr 1815 zu Preußen und wurden 1816 dem Kreis Merseburg im Regierungsbezirk Merseburg der Provinz Sachsen zugeteilt.
1917 wurde durch Zusammenschluss der Landgemeinden Leuna-Ockendorf, Rössen, Göhlitzsch, Daspig und Kröllwitz ein Zweckverband gebildet, am 1. Juli 1930 die Großgemeinde Leuna. Auf dem Gebiet erfolgte bereits 1916 die Grundsteinlegung der Badischen Anilin- und Sodafabrik, Ammoniakwerk Merseburg, woraus sich die Leunawerke der BASF beziehungsweise ab 1926 der I.G. Farben mit dem zu dieser Zeit deutschlandweit technisch führenden Hydrierwerk entwickelte. In den Anlagen wurden aus Braunkohle Leuna-Benzin und andere synthetische Kraftstoffe erzeugt, womit ab 1939 ein Teil des Fahrbenzins der Wehrmacht und nach 1942 im DHD-Verfahren ein Teil des Flugbenzins für die Luftwaffe hergestellt werden sollte.
Die benachbarten Leunawerke hatten Ende 1944 eine Belegschaft von 27.000, davon 16.500 ausländische Arbeitskräfte und Kriegsgefangene. Von den heftigen Luftangriffen auf die Leunawerke ab 12. Mai 1944 bis 5. April 1945 war auch die Stadt Leuna regelmäßig betroffen. Es gab in Leuna-Ort drei Hochbunker (20 m hoch), zwei Flachbunker, weitere kleinere Bunker und im Saale-Hang zwei Luftschutzstollen für „Fremdarbeiter“.
„Es gab kaum Wohnungen, Straßen, Plätze und öffentliche Gebäude, die nicht von der Zerstörung betroffen waren“. Die Zerstörungsbilanz für Leuna-Ort bei Kriegsende: 525 Wohnungen waren völlig zerstört, 453 schwer beschädigt, 1467 mäßig bis leichter beschädigt. Die Infrastruktur (Straßen, Abwasser, Elektroenergie-, Gas- und Wasserversorgung, Straßenbahn- und Eisenbahnnetz) war weitgehend zerstört. Ein Wiederaufbauamt der Stadt organisierte Enttrümmerung und Baumaßnahmen. 80.000 Kubikmeter Trümmer mussten beseitigt werden.
Am 1. November 1945 erhielt Leuna das Stadtrecht.
Der heutige Ortsteil Ockendorf feierte 1999 sein 1100-jähriges Bestehen. In Ockendorf selbst befindet sich die barocke Gnadenkirche. Sie wurde um 1710–1714 erbaut.
1936 wurde die Saale bei Leuna begradigt.

### Eingemeindungen
Im Rahmen der flächendeckenden Einführung von Einheitsgemeinden in Sachsen-Anhalt wurde die Verwaltungsgemeinschaft Leuna-Kötzschau gegründet, um die Eingemeindung nach Merseburg zu vermeiden. Am 31. Dezember 2009 wurde die Einheitsgemeinde Leuna aus den bisher selbständigen Gemeinden Friedensdorf, Günthersdorf, Horburg-Maßlau, Kötschlitz, Kötzschau, Stadt Leuna, Kreypau, Rodden, Spergau, Zöschen und Zweimen gebildet. Die Einwohnerzahl Leunas hat sich dadurch mehr als verdoppelt, die Fläche hat sich versechsfacht.

## Bevölkerung
| Jahr | Einwohner |
| ---- | --------- |
| 1885 | 00.202    |
| 1910 | 00.292    |
| 1925 | 00.742    |
| 1933 | 08.642    |
| 1939 | 09.724    |
| 1970 | 12.480    |

| Jahr | Einwohner |
| ---- | --------- |
| 1990 | 08.300    |
| 2006 | 06.918    |
| 2010 | 14.471    |
| 2015 | 13.832    |
| 2020 | 13.906    |

| Jahr | Einwohner |
| ---- | --------- |
| 2021 | 13.899    |
| 2022 | 13.945    |
| 2023 | 14.108    |
| 2024 | 14.131    |

Der starke Anstieg der Einwohnerzahl zwischen 2006 und 2010 ist auf Eingemeindungen zurückzuführen.
Quellen: bis 1970: 
ab 1990: Stand: 31. Dezember des jeweiligen Jahres (Angaben des Statistischen Landesamtes Sachsen-Anhalt), ab 2011 auf Basis des Zensus 2011, ab 2022 auf Basis des Zensus 2022

## Politik

### Stadtrat
- Linke: 2
- SPD: 3
- BfL: 5
- EB: 1
- FDP: 1
- CDU: 7
- AfD: 9

Der Stadtrat besteht seit der Kommunalwahl am 9. Juni 2024 aus 28 Ratsmitgliedern und dem Bürgermeister. Er setzt sich seit der Wahl wie folgt zusammen (in Klammern Veränderung zur Wahl 2019):
| Alternative für Deutschland (AfD)             | 9 Sitze (+5) |
| Christlich Demokratische Union (CDU)          | 7 Sitze (−1) |
| Bündnis für Leuna (BfL)                       | 5 Sitze (±0) |
| Sozialdemokratische Partei Deutschlands (SPD) | 3 Sitze (±0) |
| Die Linke                                     | 2 Sitze (−2) |
| Einzelbewerber Kretzschmar                    | 1 Sitz0 (+1) |
| Freie Demokratische Partei (FDP)              | 1 Sitz0 (±0) |
| STATT Partei                                  | 0 Sitze (−1) |
| Einzelbewerber Krüger                         | 0 Sitze (−1) |

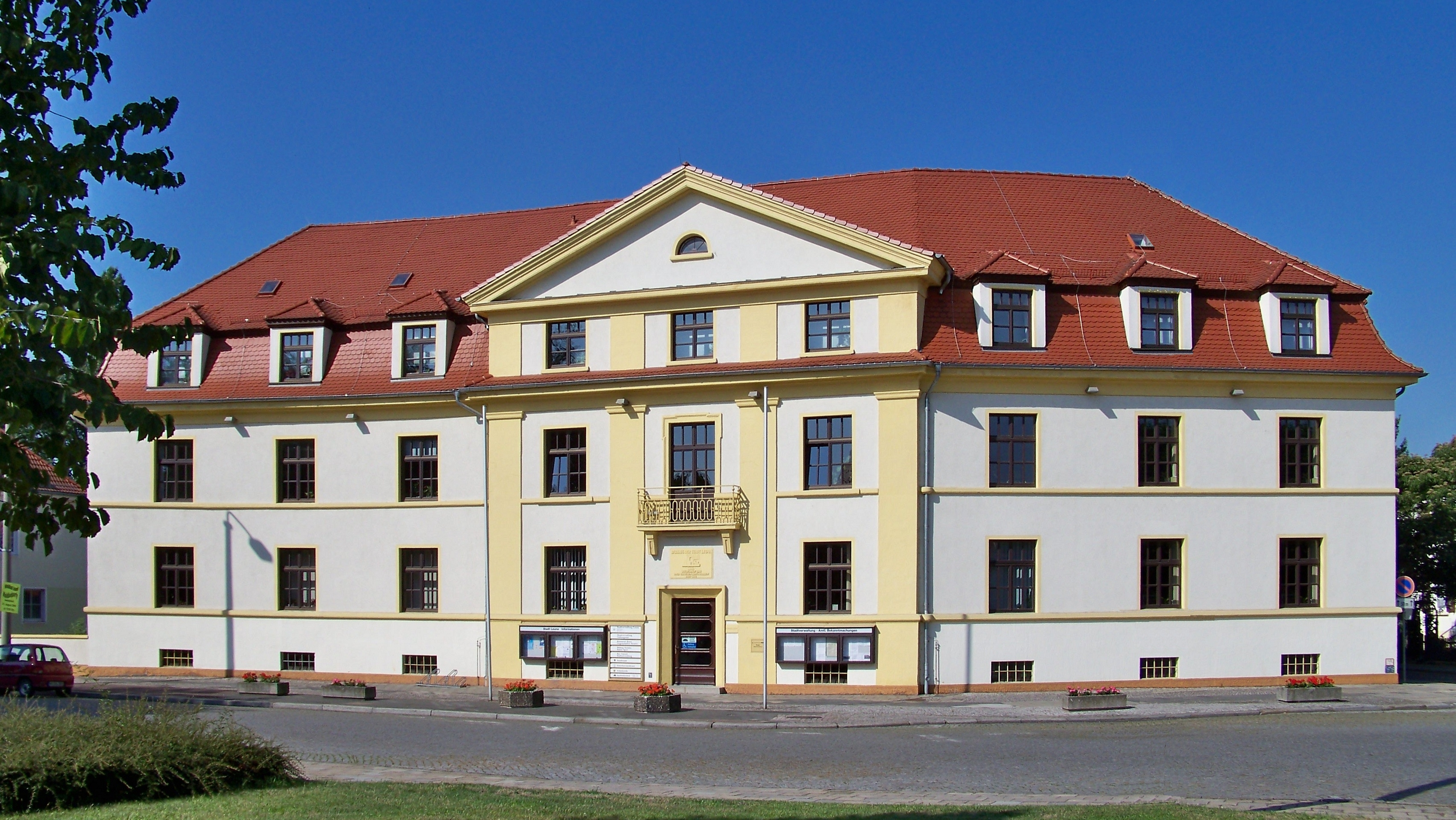
Rathaus Leuna

Der Stadtrat besteht aus vier Stadträtinnen und 24 Stadträten.

### Bürgermeister
Am 13. März 2022 wurde Michael Bedla (CDU) mit 66,90 % der abgegebenen Stimmen gewählt. Die Wahlbeteiligung lag bei 41,7 %.

### Wappen
Blasonierung: „In Silber über einer mit einer silbernen Pflugschar belegten schwarzgefugten grünen Mauer ein schwarzgefugter roter Schornstein, begleitet pfahlweise von je drei sechsstrahligen grünen Sternen.“

### Flagge
Die Flagge ist grün-silber (weiß) längsgestreift mit aufgelegtem Wappen in der Mitte.

### Städtepartnerschaft
Wesseling aus Nordrhein-Westfalen ist die Partnerstadt.

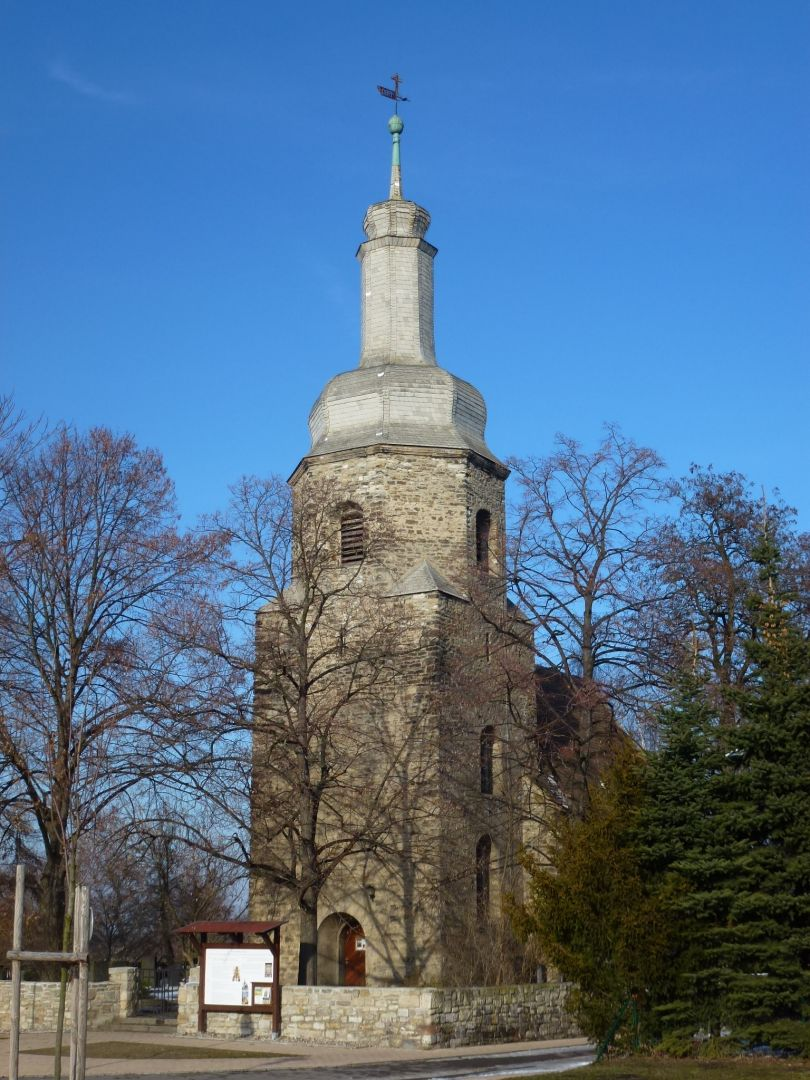
Gnadenkirche

## Sehenswürdigkeiten

### Bauwerke
In der „Gartenstadt Leuna“ entstanden bis Ende der 1930er Jahre: 102 Arbeiterhäuser, 153 Meisterhäuser, 165 Angestelltenhäuser und 102 Beamtenhäuser.
Gnadenkirche zu Leuna
In Ockendorf befindet sich die barocke Gnadenkirche. Sie wurde von 1710 bis 1714 erbaut und gilt als wahres Kleinod unter den Kirchen der Stadt Leuna.
Rathaus
1925 fertig gestellt
Altes Postgebäude

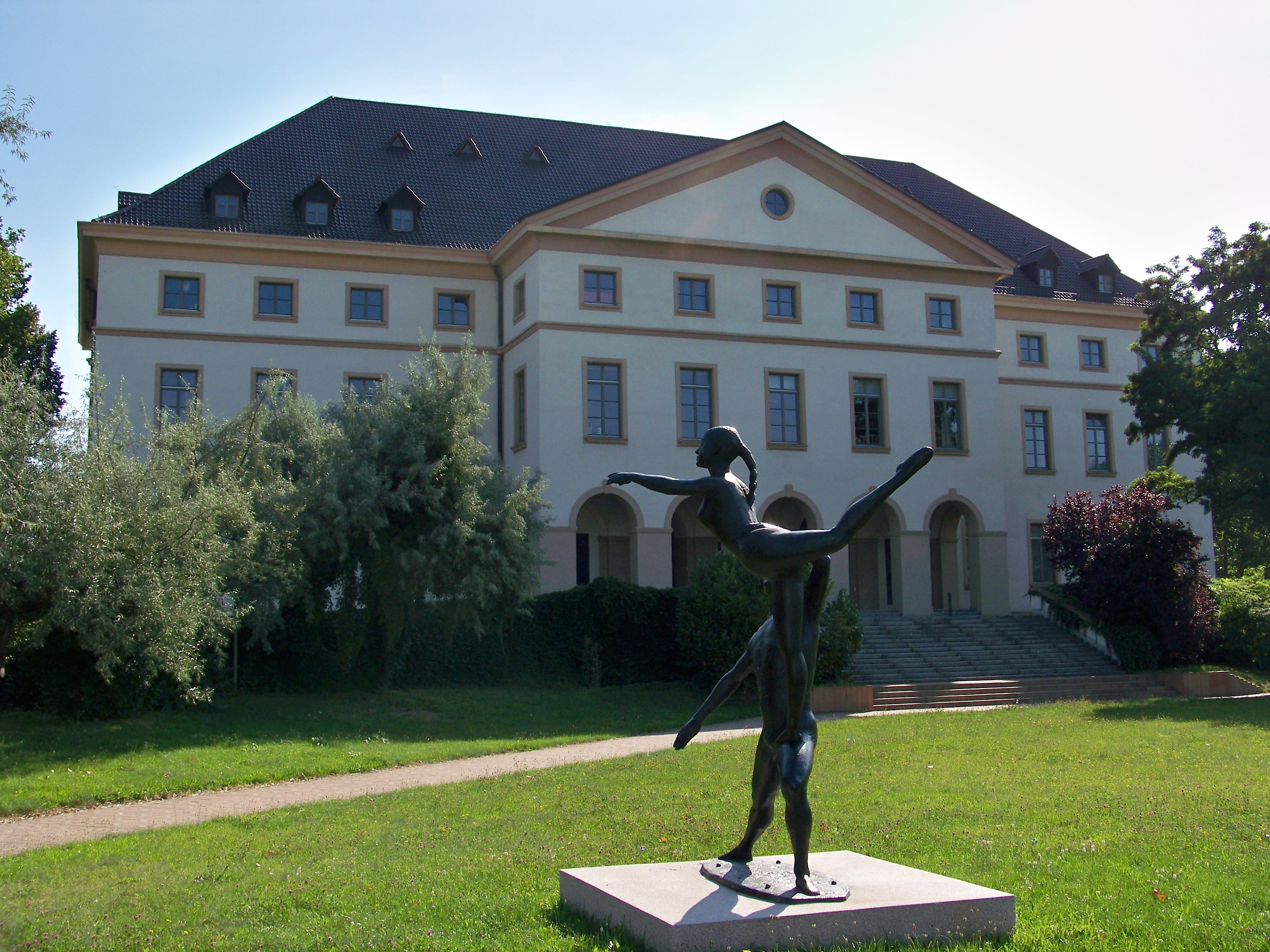
Kulturhaus Leuna
Erbaut 1927/28 von der BASF als Gesellschaftshaus der Ammoniakwerke Merseburg GmbH, erlitt das Haus im April 1945 schwere Beschädigungen.
Mit seiner Wiedereröffnung im Jahre 1946 als „Klubhaus der Werktätigen“ bot es der Belegschaft des VEB Leuna-Werke vielfältige Möglichkeiten für kulturelle Aktivitäten. Seit Mitte 1998 trägt das Haus den Namen cCe Kulturhaus Leuna.
Handwerkersiedlung Leuna-Nord, eine Arbeitersiedlung
Kurz vor der nördlichen Stadtgrenze liegt an der Ausfallstraße in Richtung Merseburg die Handwerkersiedlung. Sie ist begrenzt von den Straßen „Industrietor“ und „Leunatorstraße“, welche durch ihre Namensgebung die unmittelbare räumliche Nähe zum Werk und ihre Entstehung durch die Industrie wiedergeben. Die Straßen innerhalb der Siedlung tragen sämtlich Namen von handwerklichen Gewerken, die zu ihrer Entstehung beigetragen haben.
Die „Handwerkersiedlung Leuna-Nord“ ist eine typische Arbeitersiedlung aus den 1920er Jahren. Sie wurde zum größten Teil von privaten Bauherren in Reihenbauweise nach einem Konzept von Karl Barth, dem Architekten der Gartenstadt Leuna, errichtet. Bauherren mit wenig Eigenkapital konnten hier die Baukosten durch das Erbringen von Eigenleistungen senken. Nur hier in der Handwerkersiedlung konnte Karl Barth sein Gartenstadtkonzept ungehindert umsetzen. So entstand durch die private Initiative der Bauherren eine dicht gestreute Vielfalt an kleinen Krämerläden und Handwerksbetrieben auf engstem Raum. Hier waren die meisten selbstständigen Einzelhändler Leunas ansässig. Dieser kleine Ortsteil ist immer der Bereich der Stadt gewesen, in dem private Initiative und Selbständigkeit kleiner Unternehmen und Betriebe den Vorrang hatten. Genau das gibt der Siedlung auch heute noch ihren spröden Charme, der durch die Enge ihrer sehr schmalen Straßen verstärkt wirkt. Auch in heutiger Zeit strahlt diese Siedlung etwas von ihrer Ursprünglichkeit aus und unterscheidet sich damit durch ihre einfache Individualität wohltuend von der größeren „Gartenstadt-Siedlung Neu-Rössen“.
Im Norden der Stadt lag vor der Industrialisierung das kleine Dorf Leuna, das in Teilen noch im Ortsteil Leuna-Ockendorf existiert. Nach ihm wurde zunächst der Zweckverband und schließlich die Stadt Leuna benannt.

### Neu-Rössen

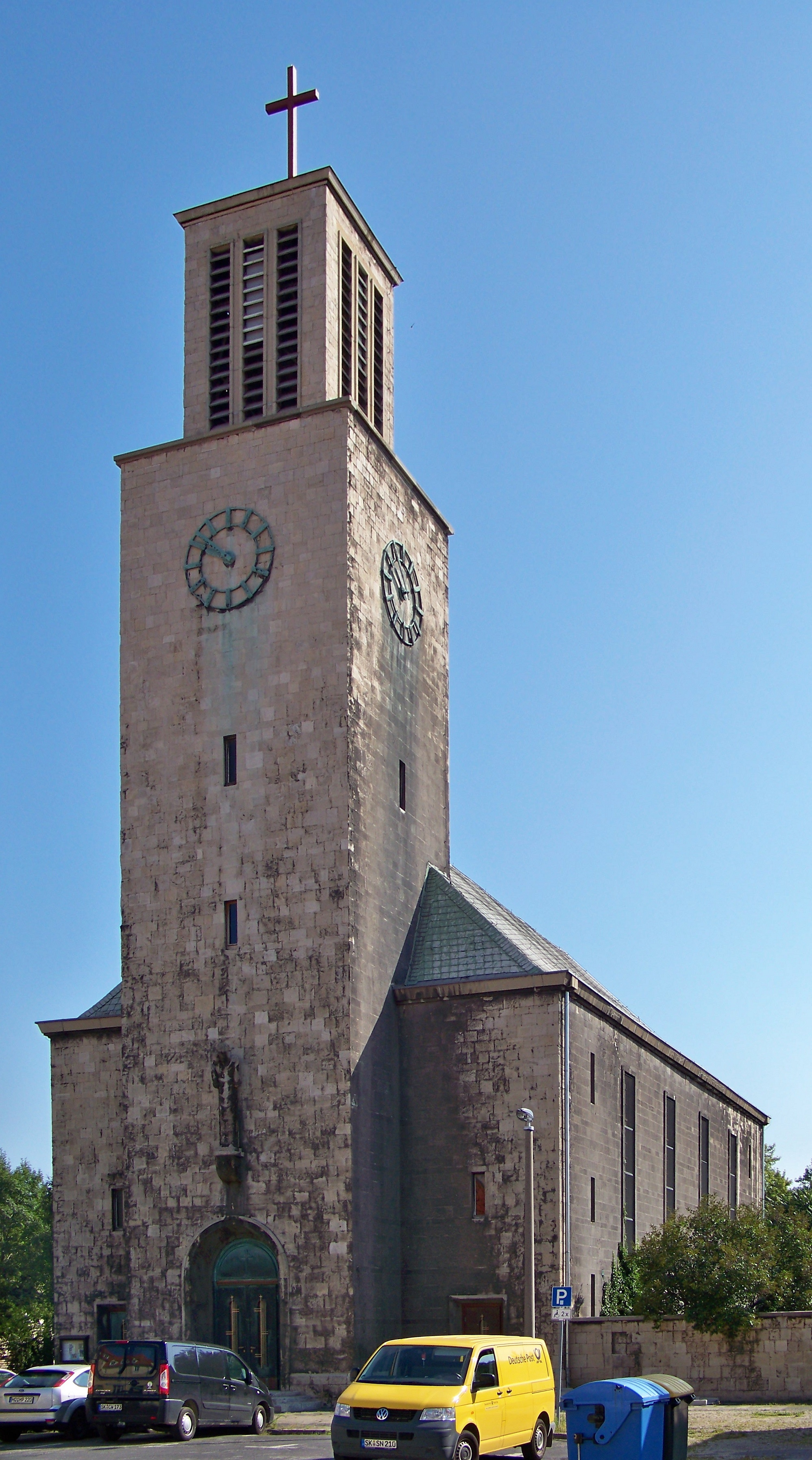
Friedenskirche

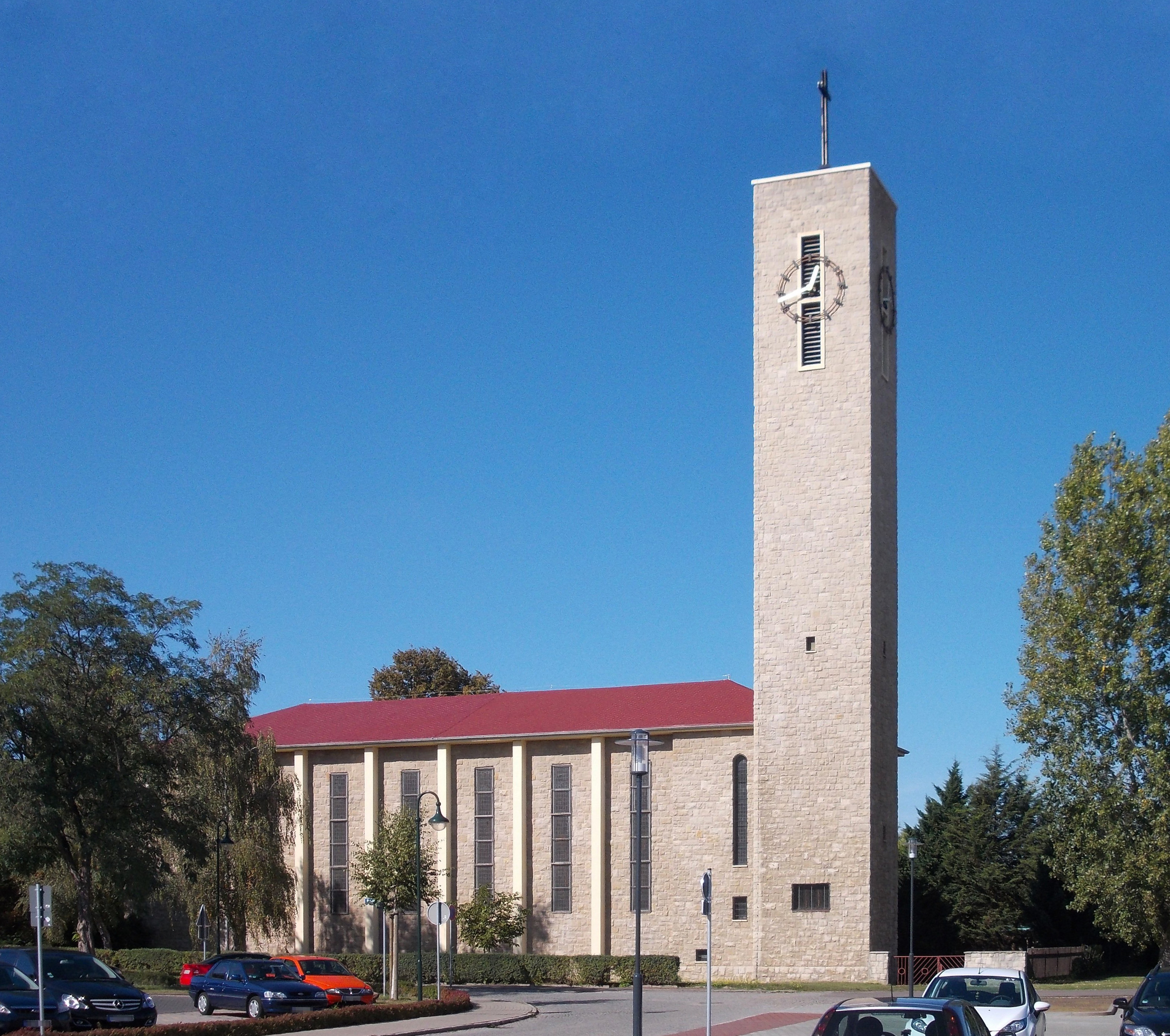
Katholische Christkönigskirche in Leuna

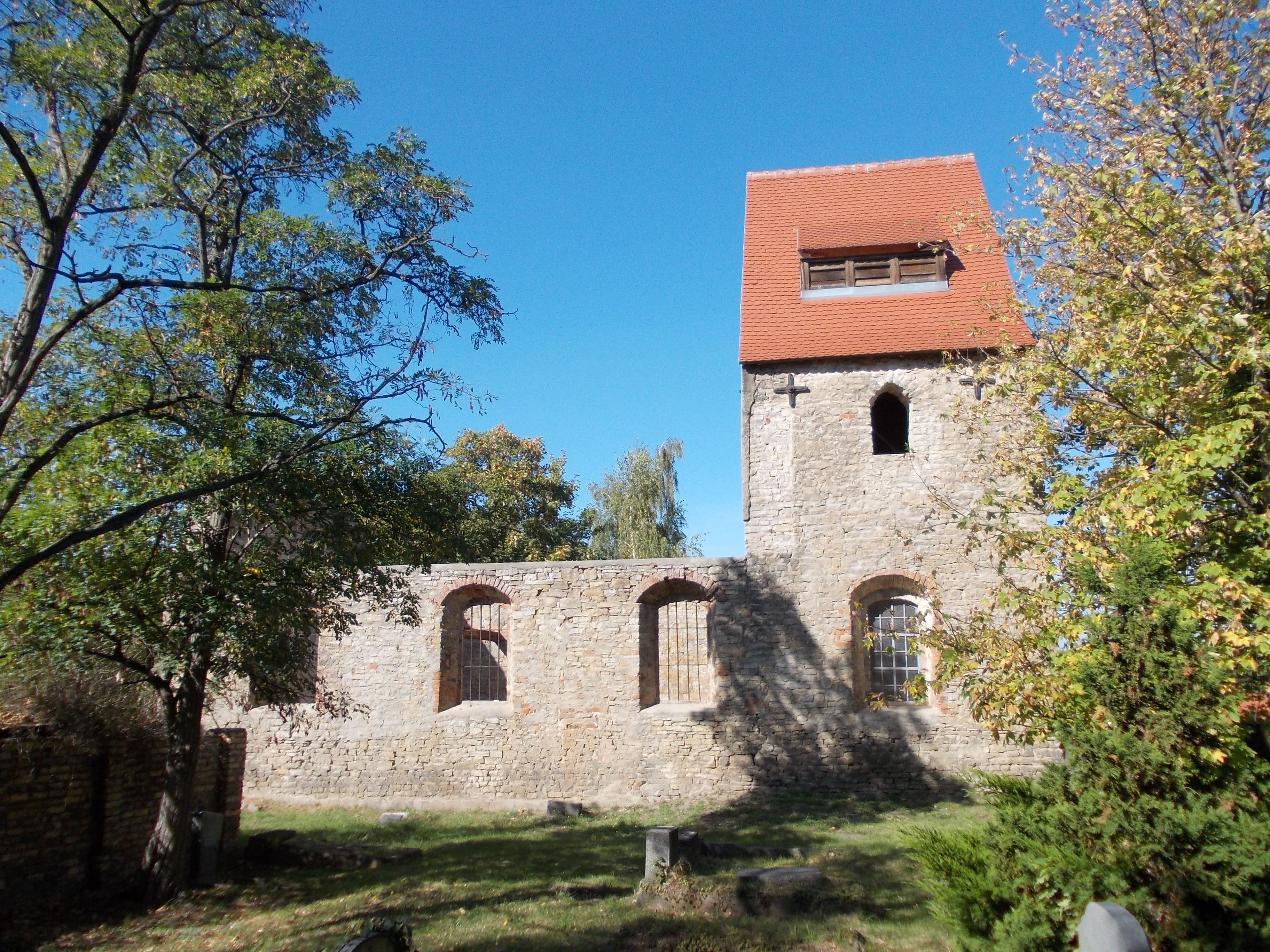
Nikolaikirche in Rössen

Oberhalb des Saaleufers befindet sich das Villen-Viertel der Stadt Leuna in der in den 1920er-Jahren gebauten Gartenstadt-Siedlung Neu-Rössen. In dieser Gegend wohnen noch bis heute Doktoren und Direktoren. Im Juli 1917 begann der Bau der Siedlung Neu-Rössen, und bereits im November 1917 waren die ersten Häuser an der Merseburger Straße bezugsfertig. Das Zentrum des Viertels ist die evangelische Friedenskirche.
Die katholische Kirche Christkönig steht südlich der evangelischen am Saaleufer. Sie wurde von 1929 bis 1930 erbaut. Die Kirche wurde im Zweiten Weltkrieg beschädigt, bei der Restaurierung erhielt die Kirche eine neue Deckenkonstruktion.
Unweit von der Friedenskirche befindet sich die „Sekundarschule August Bebel“. Diese Schule wurde um 1920 erbaut. In den 1930er-Jahren wurde diese am Südflügel des Hauses um weitere 4 Räume erweitert. Im Zweiten Weltkrieg wurde die heutige Turnhalle, ehemals Schulschwimmhalle, von einer Fliegerbombe getroffen. Am Hintereingang der Turnhalle sind leichte Merkmale der Barockbaukunst zu erkennen. Die Schule wurde um 2001 aufwändig restauriert und modernisiert. Allerdings waren von diesen Bauarbeiten nur der gesamte Südflügel, der Schulhof und die Turnhalle betroffen. Der Nordflügel, in dem bis zum Jahr 2006 die fünften und sechsten Klassen untergebracht waren, verfällt allmählich und steht derzeit leer.
Nach Norden gelangt man in den alten, bäuerlich geprägten Ortsteil Rössen mit der romanischen Nikolaikirche. Die Wehrkirche wurde zur DDR-Zeit in den 1970er Jahren zugunsten der größeren Friedenskirche aufgegeben und verfiel. 2004 wurde die Ruine gesichert, so dass dort auch wieder Gottesdienste stattfinden konnten.

### Weitere Kirchen

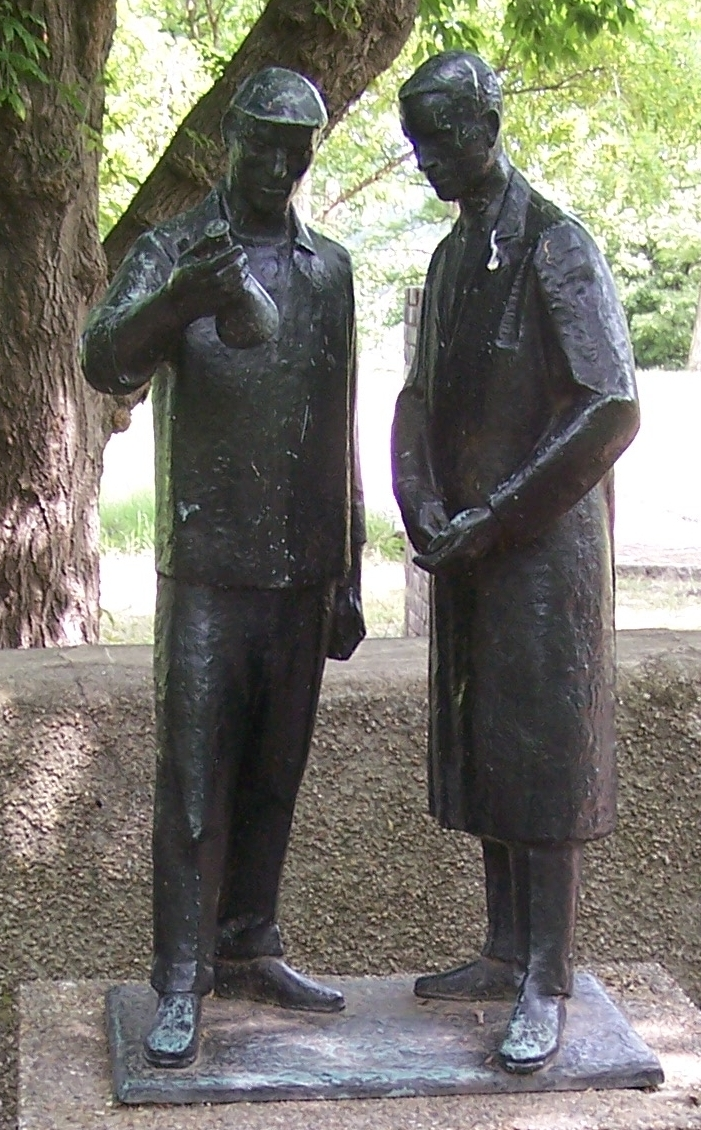
„Chemiewerker“ von Heinz Beberniß im Plastik-Park

Sowohl in den schon länger zu Leuna gehörenden Ortsteilen gibt es ältere Kirchen als auch in den 2009 eingemeindeten Dörfern.

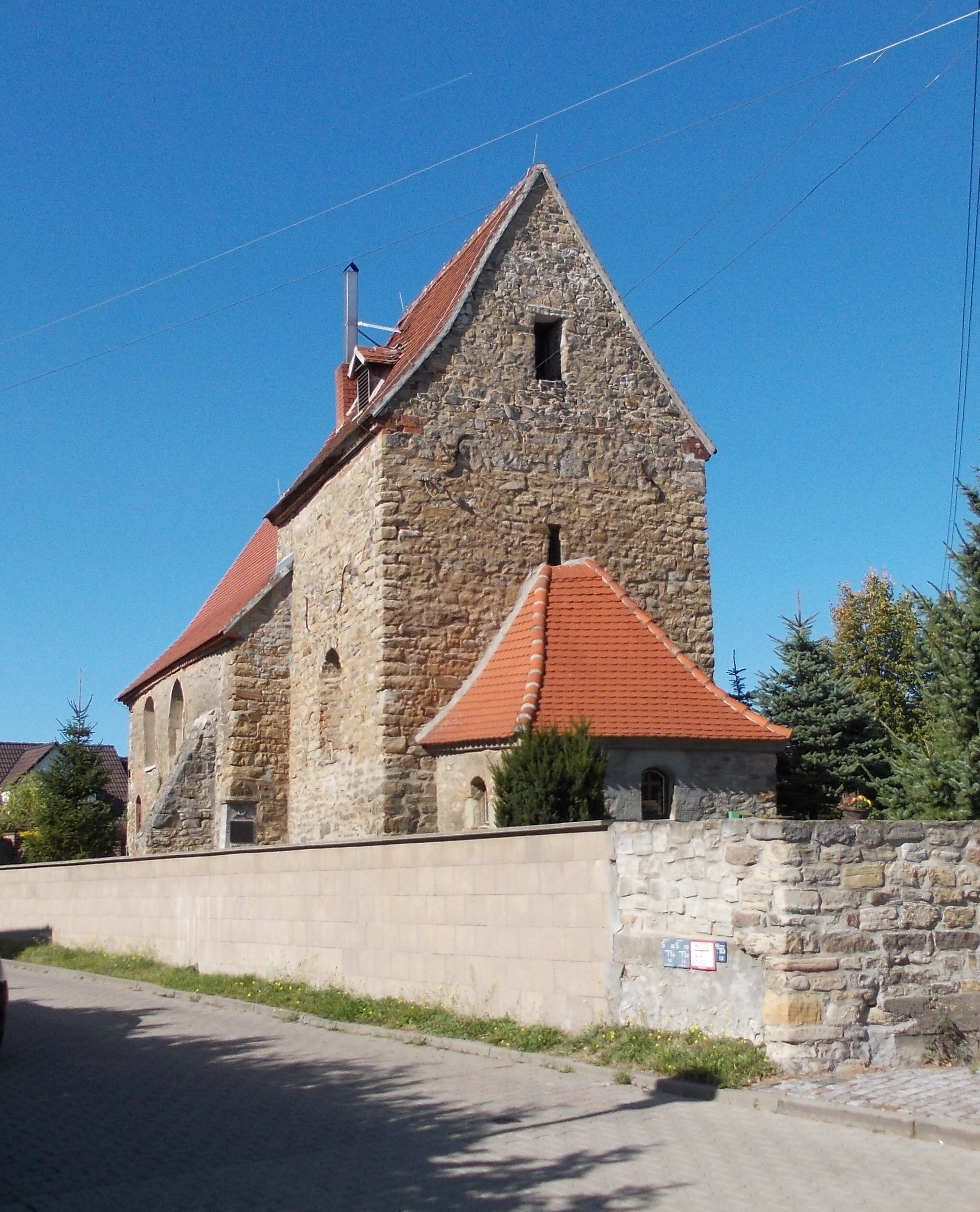
Kirche in Daspig
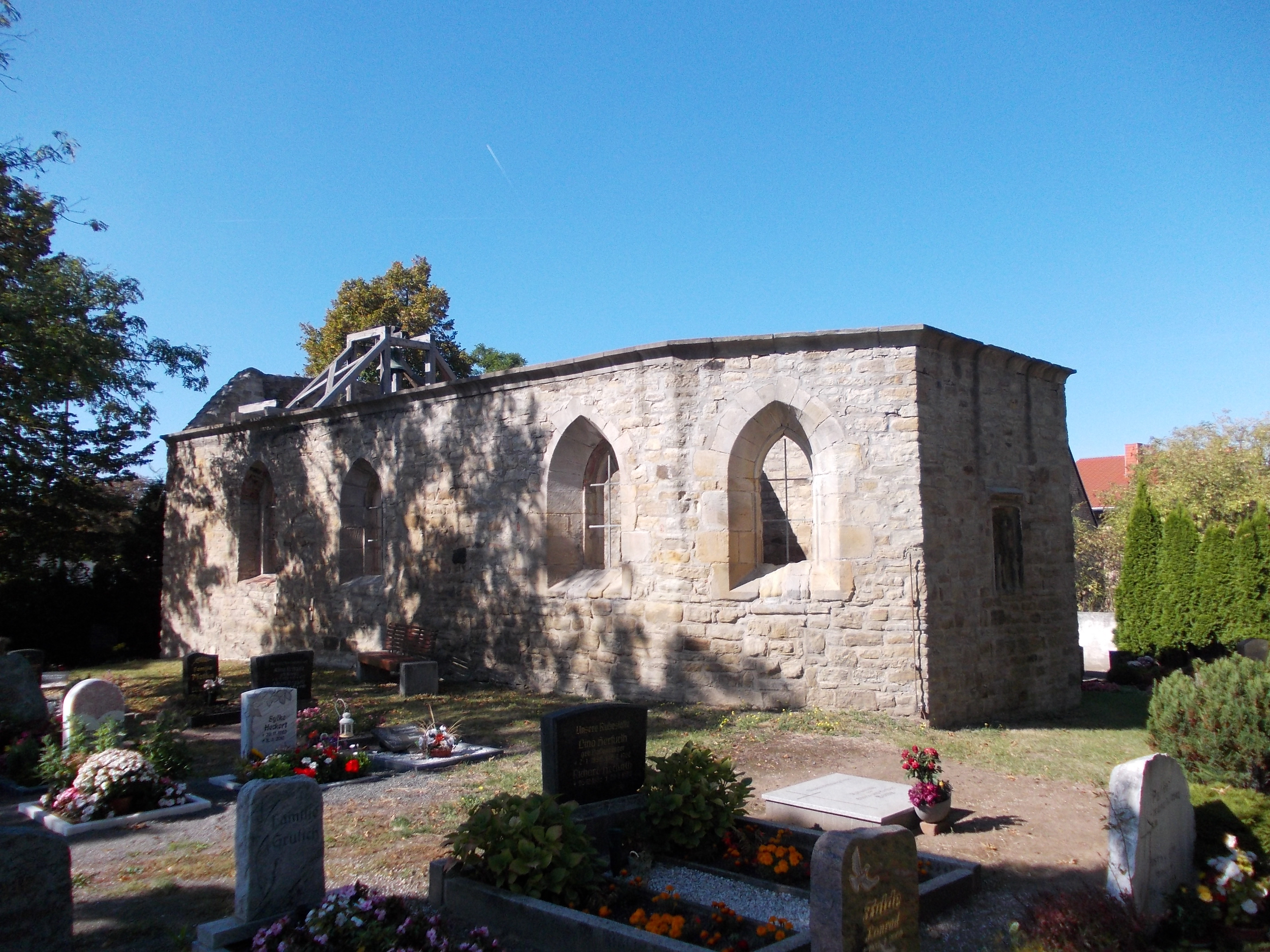
Annenkirche in Göhlitzsch
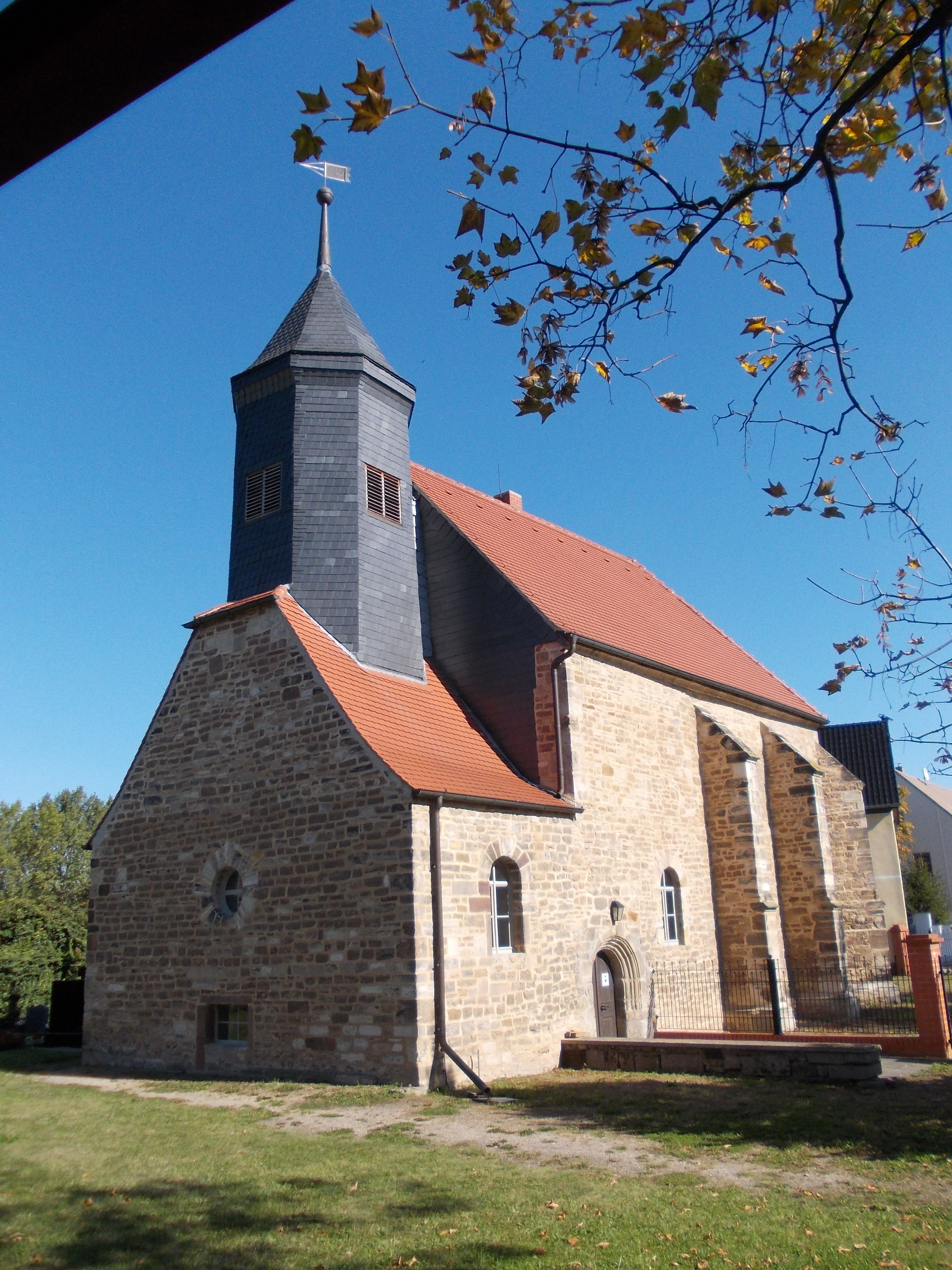
Kirche in Kröllwitz

### Parks
- Plastik-Park Leuna

### Gedenkstätten
- Grabstätten auf dem Stadtfriedhof für 141 Kriegsgefangene sowie Frauen und Männer aus den von Deutschland besetzten Ländern, die während des Zweiten Weltkrieges nach Leuna verschleppt und im IG Farben-Konzern Opfer von Zwangsarbeit und der Luftangriffe wurden
- Denkmal der Märzgefallenen zur Erinnerung an die in den Märzkämpfen von 1921 gefallenen Arbeiter der Leuna-Werke in Kröllwitz

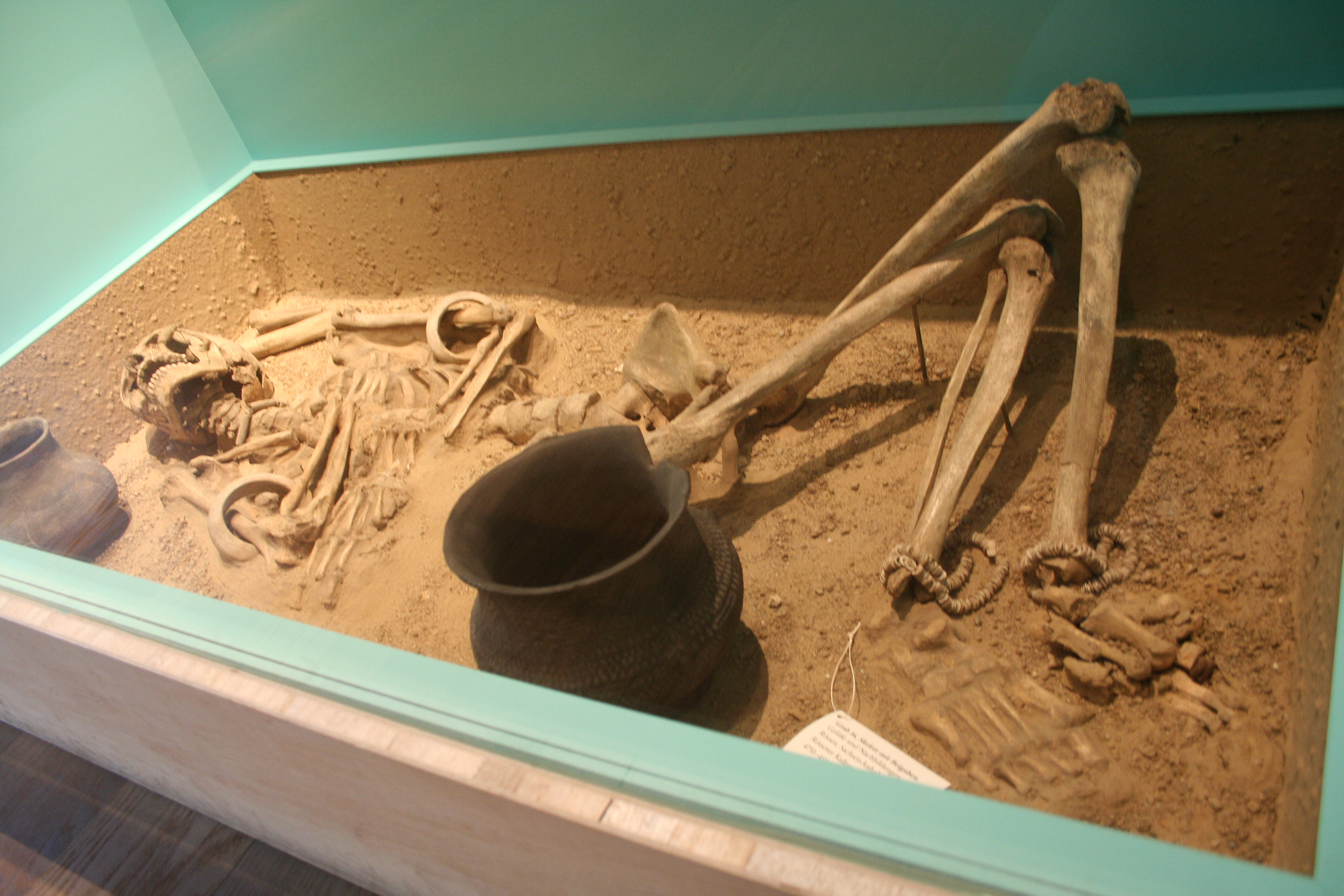
Hockergrab aus Rössen

- Kriegerdenkmal Leuna

### Archäologie
- Im Ortsteil Rössen wurde ein Gräberfeld aus der Jungsteinzeit entdeckt, nach dem die Rössener Kultur benannt worden ist.
- In Leuna wurde ein Bestattungsplatz der spätkaiserzeitlichen Haßleben-Leuna-Gruppe aus dem 3. bis 4. Jahrhundert nach Christus gefunden. Unter den Beigaben der teils reich ausgestatteten Bestattungen befinden sich Importe aus dem Römischen Reich (Bronzegeschirr, Glas, Goldmünzen etc.), aber auch einheimische Produkte.

### Museum zur Eisenbahngeschichte
- Eisenbahnmuseum Kötzschau im Empfangsgebäude des Bahnhofs Kötzschau

### Waldbad Leuna
Das Waldbad besteht seit 1931, besitzt ein Schwimmer- und Nichtschwimmerbecken und hat eine Gesamtfläche von 3500 m².

## Wirtschaft und Infrastruktur

### Chemische Industrie

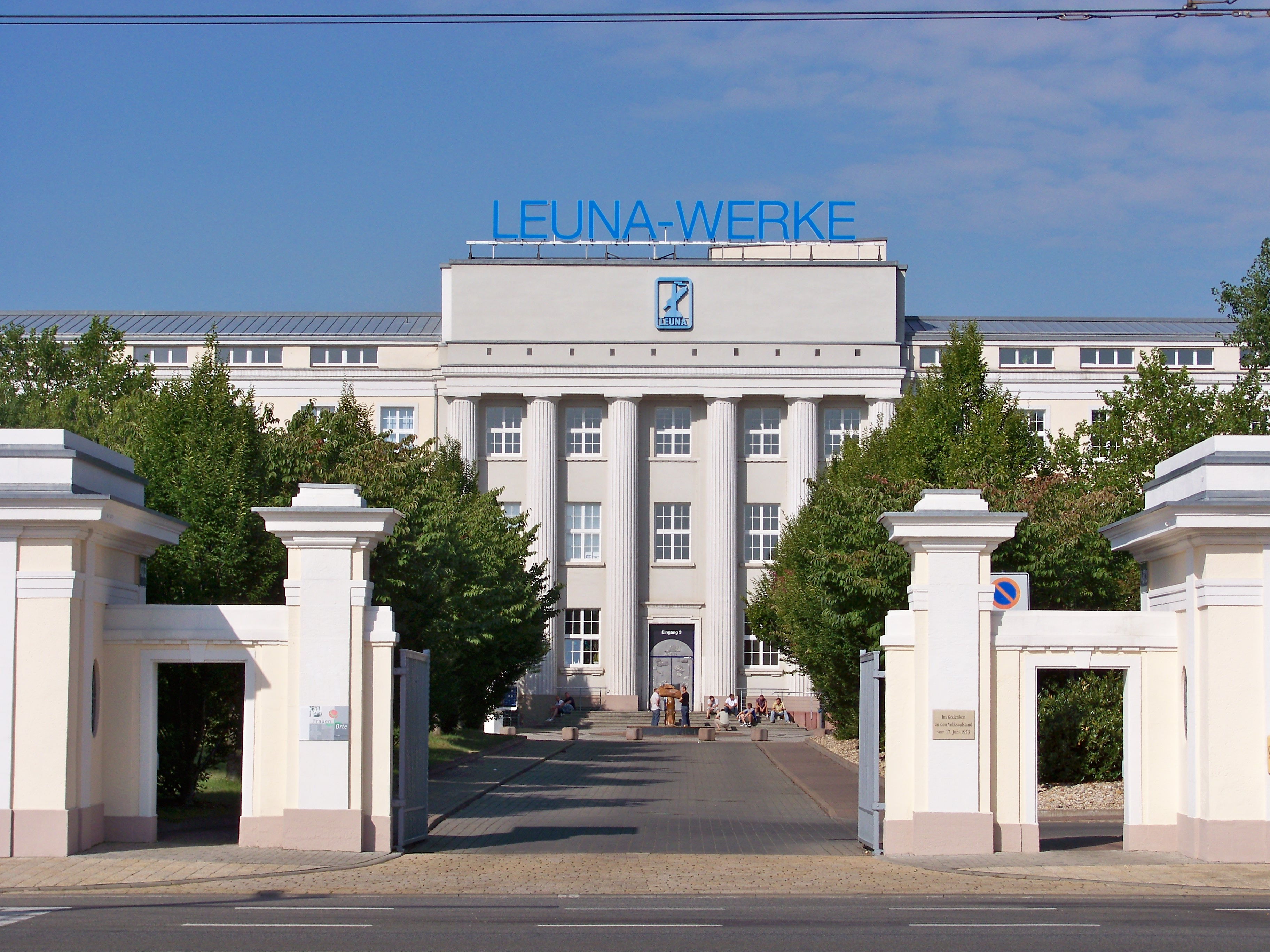
Leuna Werke – Haupttor

In Leuna befinden sich die Leuna-Werke, einer der größten Standorte der chemischen Industrie in Deutschland.

### Ansässige Unternehmen und Forschungseinrichtungen
Am Chemiestandort sind eine Vielzahl von Unternehmen vertreten, es gibt einen ausgeprägten stofflichen und energetischen Verbund zwischen den ansässigen Firmen. Die Vorhaltung der infrastrukturellen Einrichtungen erfolgt durch die InfraLeuna GmbH, die Standort-Servicegesellschaft. Sie versorgt den Standort Leuna mit Wasser (Brauchwasser und Trinkwasser), sowie die Stadt Leuna mit Trinkwasser aus dem eigenen Wasserwerk im Ortsteil Daspig, Dampf (HDD, MDD und NDD), Abwasserentsorgung und andere Dienstleistungen wie z. B. Werkschutz und Werkfeuerwehr.
Unternehmen am Standort sind unter anderem:
TotalEnergies mit der Total Raffinerie Mitteldeutschland, Addinol, Alberdingk Boley Leuna GmbH, BASF Leuna GmbH, Linde AG, Cri Katalyst, Leuna Tenside, Domo Chemicals, Dow, Innospec, Momentive, Rohde, Wepa Leuna, Weber Rohrleitungsbau, Wisag, TÜV NORD MPA, Land- und Forstgüter Höhe 18, Leuna-Harze.
Seit Februar 2012 hat das Spitzencluster Bioeconomy seinen Sitz in Leuna. Im Oktober 2012 eröffnete Bundeskanzlerin Merkel das neue Fraunhofer-Zentrum für chemisch-biotechnologische Prozesse CBP, das Teil des Spitzenclusters ist.
Die Berufsgenossenschaft Rohstoffe und chemische Industrie betreibt in Leuna ihr chemisches und analytisches Laboratorium seit 1993.

### Verkehr

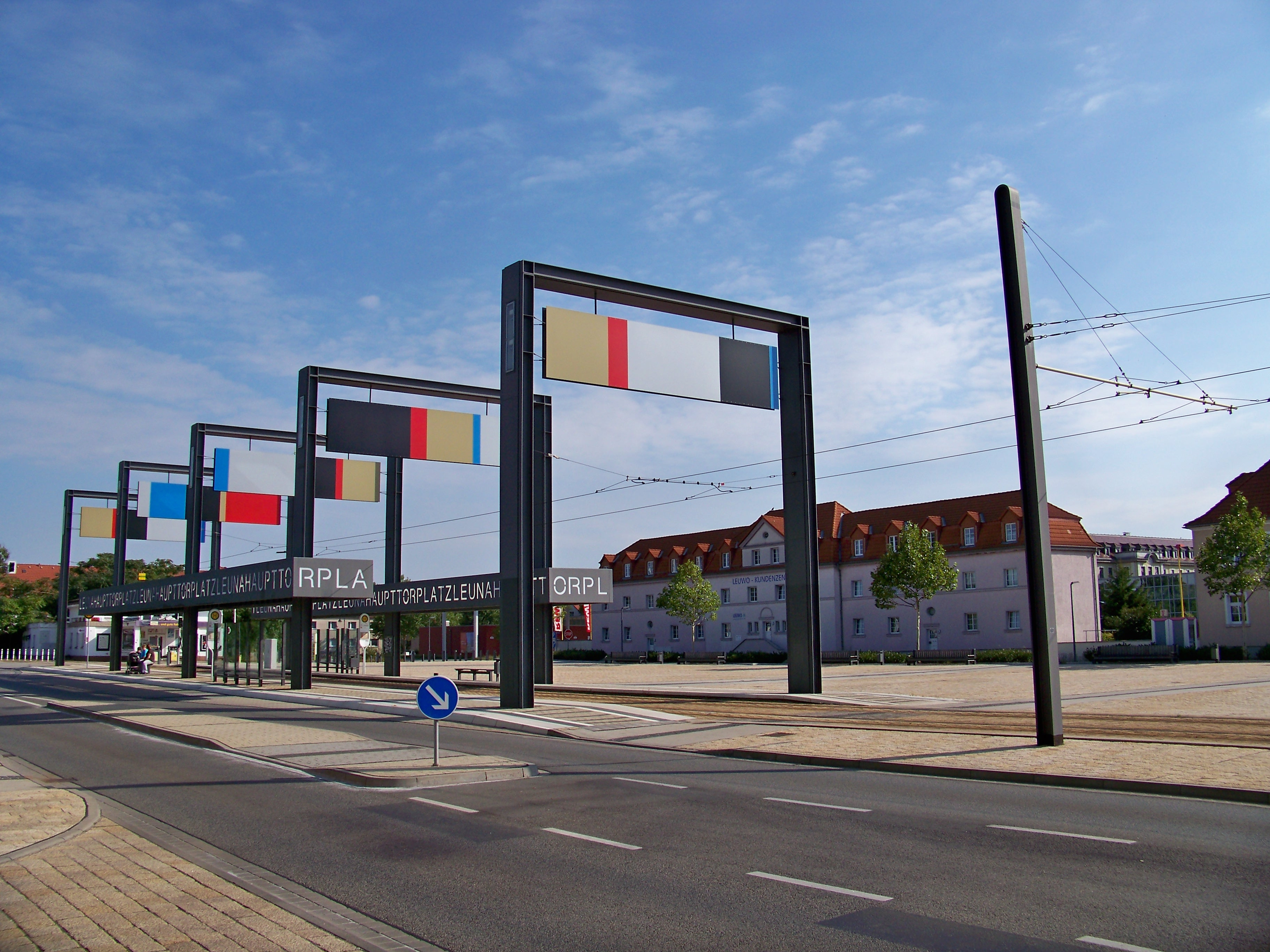
Haupttorplatz mit Straßenbahnhaltestelle

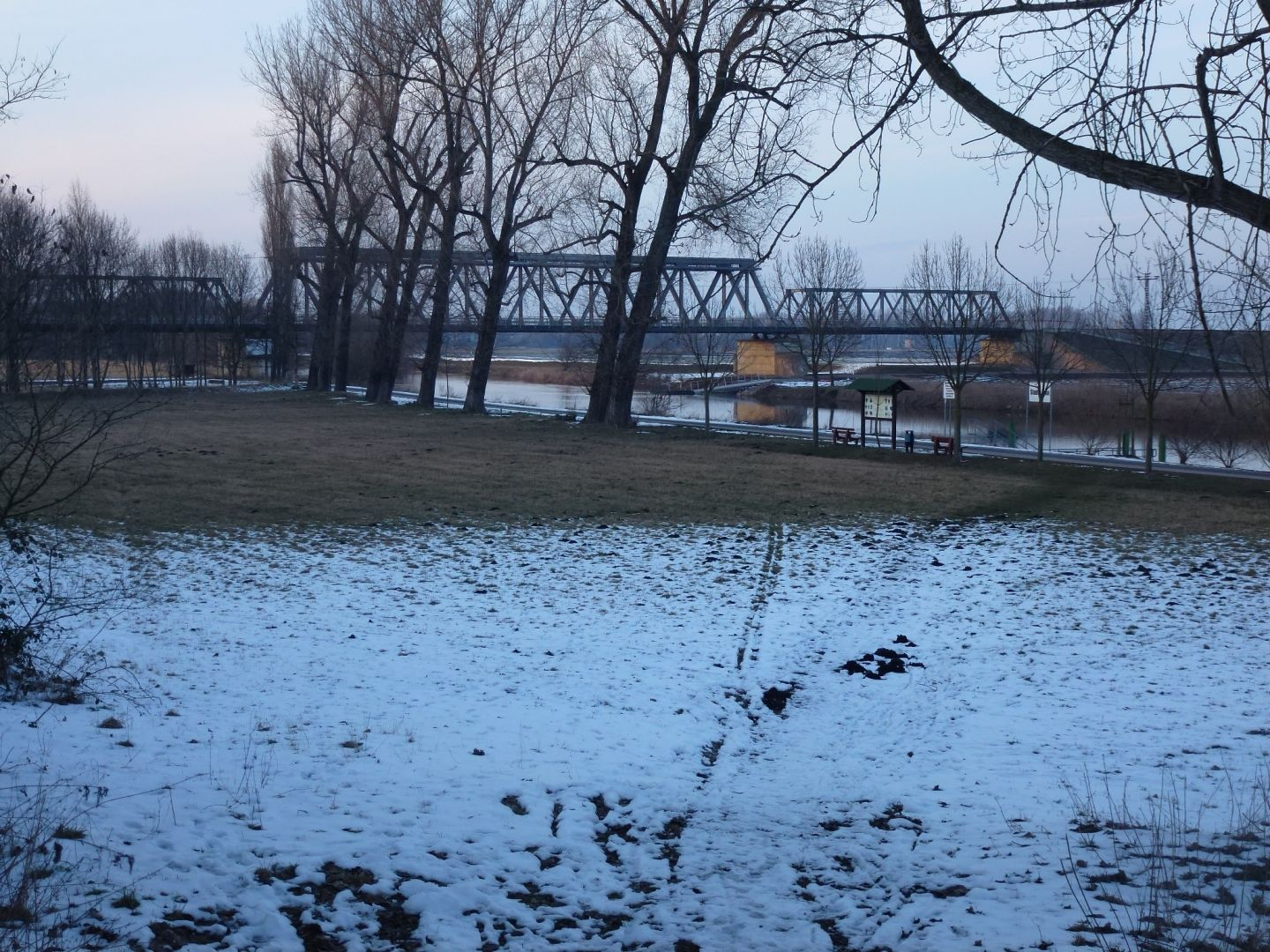
Eisenbahnbrücke über die Saale

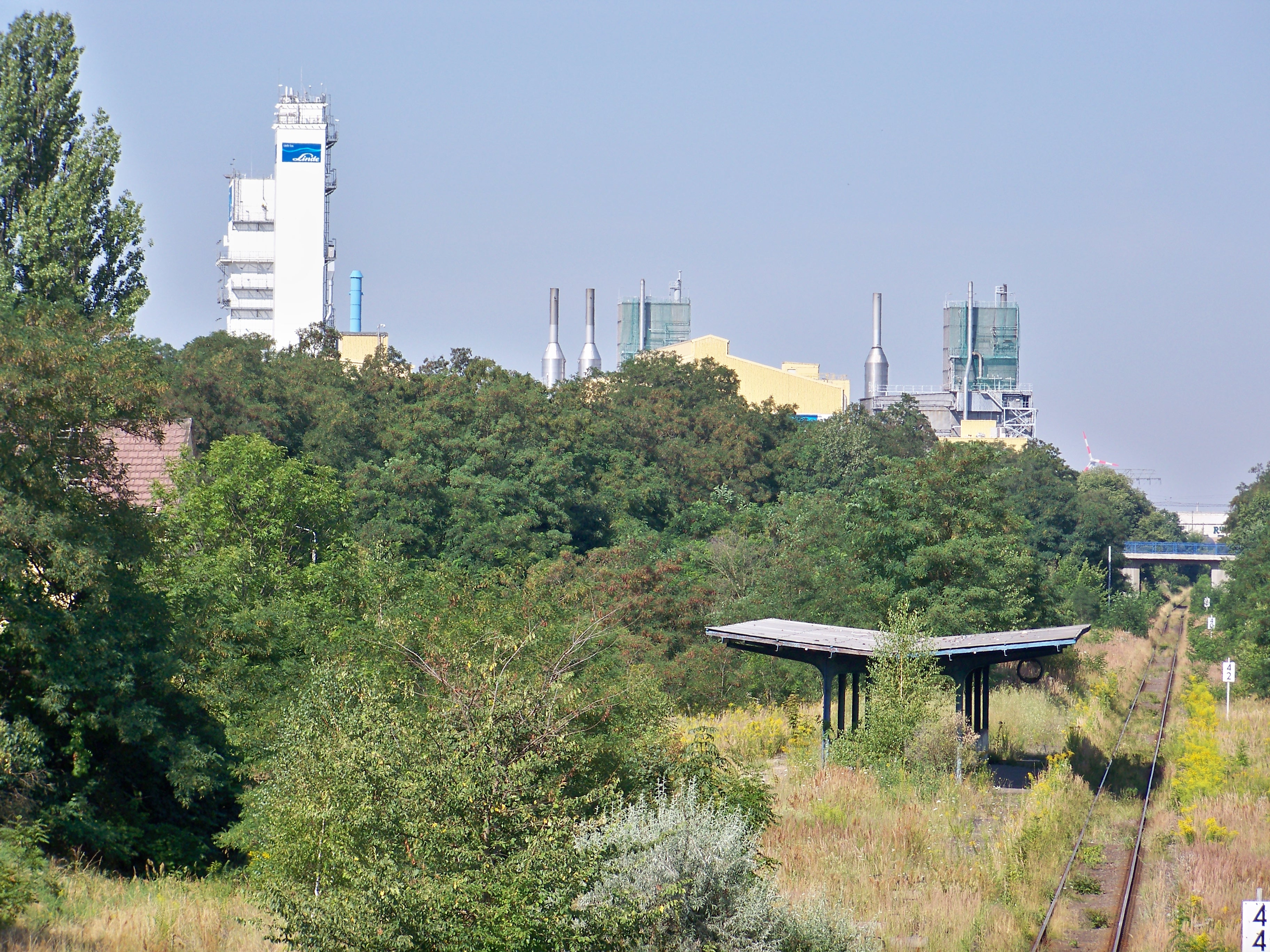
Stillgelegter Bhf Leuna, dahinter Linde

Auf dem Gebiet der Stadt Leuna befinden sich die Haltepunkte Leuna Werke Nord und Leuna Werke Süd an der 1846 eröffneten Bahnstrecke Halle–Bebra (von denen ein direkter Zugang zur Stadt jedoch nicht möglich ist), sowie der Haltepunkt Kötzschau an der 1856 eröffneten Bahnstrecke Leipzig-Großkorbetha mit direkter Anbindung nach Leipzig Hbf und Erfurt Hbf.
Bis 1998 verkehrten am Bahnhof Leuna Züge der Bahnstrecke Merseburg–Leipzig; der Verkehr wurde jedoch am 23. Mai 1998 eingestellt und somit der Bahnhof Leuna nicht mehr bedient. Die zugehörige Eisenbahnbrücke über die Saale kann von Fußgängern und Radfahrern zum Überqueren des Flusses genutzt werden. Eine weitere Querungsmöglichkeit für Fußgänger ist die Brücke am Freibad. Schließlich gab es noch in Göhlitzsch eine Fähre über die Saale nach Kreypau.
Leuna besitzt keine Autobrücke über die Saale, die nächsten Querungsmöglichkeiten befinden sich flussaufwärts in Bad Dürrenberg und flussabwärts in Merseburg, beides im Abstand von ca. 5 bis 6 km.
Zudem verfügt Leuna über einen Straßenbahnanschluss an der Linie 5 der HAVAG (Straßenbahnstrecke Halle-Ammendorf–Bad Dürrenberg).
Südlich von Leuna verläuft die Bundesautobahn 38 mit der Anschlussstelle 26 Leuna. Westlich neben den Leunawerken befindet sich die Bundesstraße 91, welche Halle (Saale), Merseburg, Leuna, Weißenfels sowie Zeitz miteinander verbindet.

### Bildung
- Bildungsakademie Leuna

## Söhne und Töchter der Stadt
- Christian August Crusius (1715–1775), Philosoph und evangelischer Theologe
- Gabriel Wilhelm Keferstein (1755–1816), geboren in Kröllwitz, Bürgermeister von Halle (Saale)
- Johann Carl Friedrich Leune (1757–1825), geboren in Schladebach, Mediziner
- Johann Ambrosius Barth (1760–1813), in Thalschütz geborener Buchhändler und Verleger
- Friedrich August Harnisch (1826–1903), geboren in Kröllwitz, Pädagoge
- Otto Küstermann (1837–1913), geboren in Schladebach, evangelischer Pfarrer und Historiker
- Heinz Schönemann (* 1934), Kunsthistoriker und Kunstsammler
- Ingrid Müller-Kuberski (* 1936), Textilkünstlerin, Textilrestauratorin und Kostümbildnerin
- Klaus Arnold (1942–2023), Historiker für mittelalterliche Geschichte
- Birger Priddat (* 1950), Ökonom und Philosoph
- Wolfram Adolphi (* 1951), Journalist und Politikwissenschaftler, PDS-Landesvorsitzender in Berlin und Mitglied des Berliner Abgeordnetenhauses
- Christina Lehmann (* 1951), Schachspielerin
- Karin Stempel (* 1952), Kunsthistorikerin
- Bernd Bobrich (* 1955), Ringer
- Lena Linke (* 2003), Volleyballspielerin

## Weitere, mit Leuna verbundene, Persönlichkeiten
- Christa Krug (1936–2001), Malerin und Grafikerin, lebte in Leuna